# Esbo tull

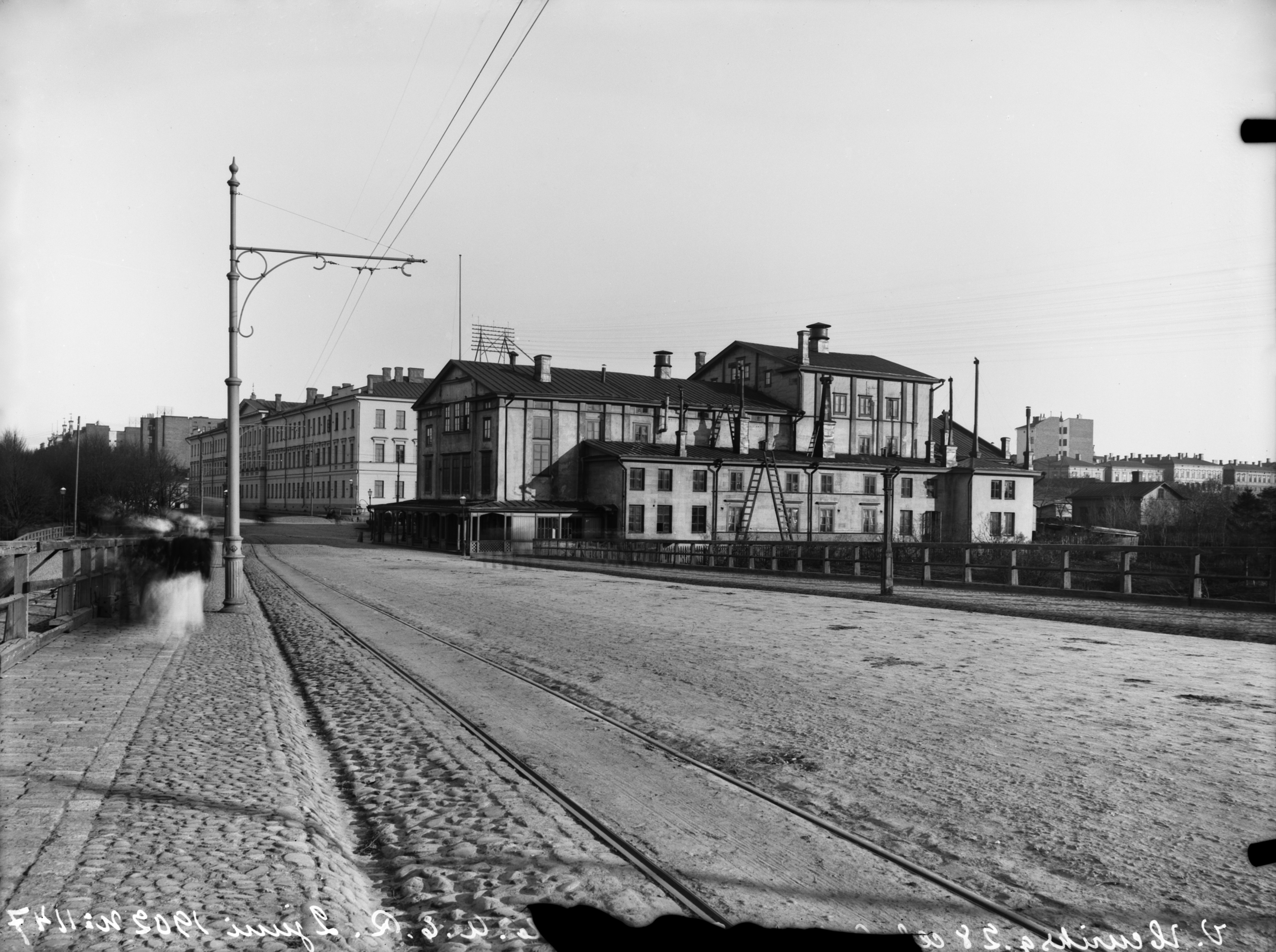
Platsen för Esbo tull vid nuvarande Mannerheimvägen, dåvarande Västra Chausséen, med Arkadiateatern i förgrunden och Åbo kasern i bakgrunden, 1902

Esbo tull (finska: Espoon tulli) var under större delen av 1800-talet Helsingfors tullport  vid vägen ut ur stan västerut mot Åbo. Tullporten låg från 1830-talet vid nuvarande Mannerheimvägen (tidigare Henriksgatan) nära Arkadiateatern, ungefär där Banan går i tunnel under Mannerheimvägen. Den låg också norr om dåvarande Åbo kaserns huvudbyggnad utmed Mannerheimvägen, ritad av Carl Ludvig Engel, förstörd av brand under inbördeskriget och 1930 ersatt av Glaspalatset.
Stadens första västra tullkontor låg från 1640-talet till 1820-talet i hörnet av dagens Södra Esplanaden och Fabiansgatan, där stadens bebyggelse tog slut. Därifrån flyttades tullporten – i samband omvandlingen av Helsingfors till huvudstad – till Henriksgatan (Mannerheimvägen) nära Alexandersgatans västra ände. På 1830-talet flyttades tullporten ytterligare en sträcka norrut förbi den nybyggda Åbo kaserns huvudbyggnad till slutet av Henriksgatan. Där vidtog vid denna tid landsvägen till Åbo.
År 1861 flyttades Arkadiateaterns byggnad från Esplanadparken till västra sidan av Henriksgatan omedelbart innanför tullen. Samma år uppförde Gasbelysnings ab Helsingfors första gasverk tvärs över gatan, mittemot Åbo kasern.
Vid sekelskiftet 1800/1900 expanderade staden kraftigt norrut, varför tullporten flyttades norrut en längre sträcka på den till chaussé utbyggda utfartsvägen ur staden, som från 1909 hette Västra Chausséen, från 1942 Mannerheimvägen). Detta skedde något av de första åren på 1900-talet. Tullporten döptes då om till Tölö tull.